# ヤス (トランプゲーム)
ヤス（ドイツ語: Jass）は、アレマン語圏（スイス・リヒテンシュタイン・アルザス・オーストリアのフォアアールベルク州・南西ドイツ）で人気のある、トランプを使ったトリックテイキングゲームである。手役（メルド）のあるポイントトリックゲームに属するが、切り札のJと9に特に高い点数が与えられているところに特徴がある。
特にスイスでは国民的ゲームになっている。
同様のルールをもつゲームは各地で行われており、フランスではブロット（Belote）、オランダではクラーフェルヤス（Klaverjas）の名で呼ばれ、それぞれ非常にさかんに行われている。さらに東欧・中東からインドにまで同系のゲームが広がっている。

## 使用するカードとランク

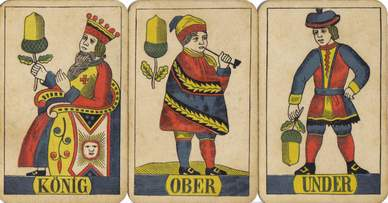
1880年ごろのスイスタイプのトランプ。ドングリの王・オーバー・ウンダー

ヤスはスイスタイプのトランプを使ってプレイする地域と、通常（フランスタイプ）のトランプを使う地域がある。どちらでも2から5までの数札を抜いた36枚で競技する。この記事ではスイスタイプのトランプを使う場合を記述する。
スイスタイプのトランプはA・絵札・および6から10までの数札の、合計36枚からなっている。絵札は王（König）・オーバー（Ober、上ジャック）・ウンダー（Under、下ジャック）からなる。また、数札の10には旗の絵が描いてある。
スートも他の地域とは異なり、鈴（Schellen、ダイヤ相当）・盾（Schilten、スペード相当）・野バラ（Rosen、ハート相当）・ドングリ（Eicheln、クラブ相当）からなる。
カードのランクは、切り札以外では通常と同じように、Aがもっとも強く、次に王が強い。しかし切り札ではAよりもウンダーと9が強い。大体においてランクの高いカードは点数も多いが、10（旗）のみは特別である。
シュナプセン・スカート・ピノクルなどのゲームでは、10はAの次に強いカードであるが、ヤスでは点数だけが多いことに注意。
| 切り札     | ウンダー | 9  | A  | 王 | オーバー |          | 10（旗） |   | 8 | 7 | 6 |
| 切り札以外 |          |    | A  | 王 | オーバー | ウンダー | 10（旗） | 9 | 8 | 7 | 6 |
| 点数       | 20       | 14 | 11 | 4  | 3        | 2        | 10       | 0 | 0 | 0 | 0 |

すべてのカードの得点を合計すると、152点になる。さらに最後のトリックに勝つと5点が得られ、合計157点となる。

## ルール
スイスのヤスは1種類のゲームではなく、類似のルールを持つさまざまのゲームを含んでいる。ここではシーバー（Schieber）というゲームのルールを説明する。
このゲームは4人で競技する。向かいあう2人どうしがチームを組む。プレイは反時計回りに進む。
最初のディーラーは何らかの方法で決める。ディーラーはプレイごとに反時計回りに移動する。
ディーラーは各競技者に、3枚ずつまとめてすべてのカードを配る。各競技者の手札の枚数は9枚になる。

### 切り札の決定
ディーラーの右隣の競技者は、切り札スートを宣言するか、または自分のパートナーに切り札決定の権利をゆずる（これをschiebenと言い、シーバーというゲームの名はここから来ている）。ゆずられたパートナーは必ず切り札を決定しなければならない。
宣言できる切り札スートには以下のものがある（地域によってはこれ以外の宣言も可能な変種がある）。
- ドングリまたは野バラ
- 盾または鈴 - 得点が2倍になる。
- Obenabe - 切り札なし（ノートランプ）で、8が8点になる。得点は3倍になる。
- Undenufe - 切り札なしで、8が8点になるのに加えて、カードの強弱が逆になる。すなわち6が一番強くなる。（地域によっては6とAの点数も逆になる。すなわち6が11点、Aは0点）得点は4倍になる。

なお、ディーラーの右隣の競技者が切り札を宣言せずにいきなり第1トリックのリードをした場合、リードしたカードのスートを切り札に宣言したものとみなされる。

### プレイ
最初のトリックはディーラーの右隣がリードする。それ以降は通常のトリックテイキングゲームのルールに従うが、ヤスのマストフォロールールは通常とは異なっており、以下のルールに従う。
1. 切り札はいつでも出せる。
2. 切り札を出さない場合、リードと同じスートのカードを持っていれば、それを出さなければならない。持っていなければ任意のカードを出してよい。
3. 切り札を出す場合、リードが切り札でなく、それまで場に出ている切り札よりも強いカードを持っていれば、それを出さなければならない。

例外：切り札のウンダーはマストフォロールールに従わない。すなわち、リードが切り札で、手札の中に切り札がウンダーしかなくても、ウンダーを出す必要はない。

### 手役
ヤスには手役（メルド、Wys）がある。よりよい手役をもっている側のチームのみが、手持ちのすべての手役について得点を得られる。もう一方のチームは手役では得点を得られない。ただし、おなじカードを複数の手役に重複して使ってはならない。
手役とその点数は以下のとおりである。
| 種類                             | 点数 |
| -------------------------------- | ---- |
| 同一スートの3枚のシーケンス      | 20   |
| 同一スートの4枚のシーケンス      | 50   |
| 同一スートの5枚以上のシーケンス  | 100  |
| 同一ランク4枚（A・王・オーバー） | 100  |
| 4枚の9                           | 150  |
| 4枚のウンダー                    | 200  |

手役の宣言・比較のしかたは複雑である。基本的に、ピケと同様のやり方で、手札を見せずに比較する。
1. 点数が多い方がよい
2. 点数が同じなら枚数の多い方がよい。
3. 枚数も同じならランク（シーケンスでは一番上のカードのランク）を比較するが、通常のランクとは異なり、A > 王 > オーバー > ウンダー > 10 > 9 > 8 > 7 > 6 として計算する。Undenufeではこの順序も逆になる。すなわち6がもっとも強い
4. ランクも同じ場合は、切り札が切り札以外よりも強い
5. ランクが同じで、どちらも切り札でない場合は、先に宣言した側が優先される

第1トリックにおいて、各競技者は自分の番がきたときに手役の宣言を行う。最初の競技者は自分のもっともよい手役の点数を宣言する。2番目の競技者は、自分の手役より前の人が宣言した手役の方がよい場合は、「よし」とのみ言う。前の人と同じ点数の手役がある場合は、枚数を宣言する。これに対して、前の人は自分の方が多いか・同じか・少ないかを答える。同様にして上記の順序に従って、比較を続ける。3番目・4番目の競技者についても、同様に前の人のうちで一番よい手役と比較する。

### 王とオーバーのペア
同じ競技者が同じスートの王とオーバーのペア（ドイツ語: Stöck）を持っている場合、その2番目のカードを出すときにそれを宣言すると、20点が得られる。

### 得点
プレイ終了時に、各チームの取った点数を合計する（手役や王とオーバーのペアを含む）。片方のチームが9トリックすべてを取ることをマッチ（Match）といい、100点のボーナスが与えられる。それから切り札の種類によって点数に1・2・3・4のいずれかを掛ける。

### ゲームの終了
プレイを繰り返し、どちらかのチームが2500点以上に達したら終了する。得点の多い側が最終的に勝ちとなる。

## 通常のトランプで競技する場合
スイス西部では日本と同様の、フランスタイプのトランプから2-5を抜いた36枚を使用する。その場合、絵札はK=王、Q=オーバー、J=ウンダーのように対応する。また、切り札が黒いスート（スペード・クラブ）のときに点数が2倍になる。